# Judson Memorial Church
La Judson Memorial Church és una  església de New York i un centre important de promoció artística d'ençà els anys 1950. Fundada el 1890 pel pastor Edward Judson a la banda sud del Washington Square Park a la vora de la New York University al barri de Greenwich Village a Manhattan, aquesta església progressista està afiliada al  moviment baptista i a l'Església unida de Crist.

## Història
L'església va ser construïda el 1890 per l'arquitecte Stanford White en l'estil del renaixement italià.

## Missió
Aquesta església progressista està consagrada a l'ajut social, de vegades impopular, per a les persones desfavorides de New York. Va ser sobretot una de les primeres a Nova York a ajudar els drogoaddictes als anys 1950, a les dones que desitjaven avortar als anys 1960, als adolescents fugats i a les prostitutes amb dificultats als anys 1970, i als malalts de la sida als anys 1980.

## Promoció de l'art contemporani
Al començament dels anys 1950, sota l'impuls del pastor Bernard Scott, la Judson Church ha esdevingut un lloc molt actiu de la creació contemporània, sovint radical, obrint les seves portes a les investigacions i performances de nombrosos artistes de l'escena novaiorquesa. També ha acollit les primeres exposicions de Claes Oldenburg, Jim Dine, Robert Rauschenberg, Tom Wesselmann, Daniel Spoerri, i Red Grooms entre 1957 i 1959 abans no fossin coneguts.
De 1960 a 1962, l'església va promocionar els treballs coreogràfics de dansa moderna i de música minimalista al voltant d'un grup constituït per Anna Halprin i compost pels ballarins i coreògrafs Trisha Brown, Lucinda Childs, Steve Paxton, David Gordon, i Yvonne Rainer i també pels compositors Terry Riley i La Monte Young que portarà a la fundació del Judson Dance Theater.